# Porta Fontinalis
La porta Fontinalis era una porta cittadina delle Mura serviane nell'antica Roma.

## Descrizione storica
Le notizie storiche sulla porta Fontinalis si limitano a due citazioni letterarie e tre iscrizioni e in nessun caso si hanno indicazioni che possano suggerire la sua reale posizione. L'unica traccia topografica la segnala nei pressi del Campidoglio, nelle Mura serviane, verso il Campo Marzio, ad Martis aram: ma l'esatta ubicazione di questo altare di Marte è dubbia.
Un'ipotesi di posizionamento della porta si basa sul fatto che sulla sinistra del Vittoriano (sul lato quindi di via del Teatro di Marcello), all'incirca in corrispondenza dell'odierno Museo del Risorgimento, si distinguono, inseriti nel selciato moderno, alcuni resti, in opera quadrata di tufo, di una struttura (peraltro piuttosto anonima) che alcuni ritengono di poter identificare come uno stipite della porta.
Un'altra teoria, accreditata da voci di una certa autorevolezza, ipotizza che la porta dovesse trovarsi sul lato esattamente opposto dell'Altare della Patria, quindi in corrispondenza dell'inizio di via dei Fori Imperiali, in un punto incerto tra l'inizio dell'antico clivo Argentario (la strada ancora esistente che scendeva dal Campidoglio), e i resti del sepolcro di Gaio Publicio Bibulo, tuttora visibili vicino alla fontana sulla sinistra di chi guarda l'Altare della Patria. Basandosi sull'ipotesi di quest'ultima dislocazione, uno tra i maggiori studiosi delle mura di Roma, Gösta Säflund, teorizza che possa trattarsi della stessa porta precedentemente chiamata Ratumena, che costituiva comunque un accesso a fortificazioni precedenti all'invasione dei Galli del 390 a.C. e quindi preesistente alle mura serviane. Poiché in effetti le mura repubblicane in quel tratto coincidevano in parte con l'antica fortificazione innalzata intorno all'arce capitolina, l'ipotesi che la Fontinalis possa aver sostituito o magari addirittura possa identificarsi con la Ratumena, appare quanto mai praticabile.
Un'ulteriore conferma (abbastanza condivisa) si ha da un altro eminente studioso, l'Huelsen, che pone la Fontinalis all'inizio della via Flaminia, il cui antico tracciato partiva dall'angolo nord-est del Campidoglio (la zona, appunto, della tomba di C. Publicio Bibulo), per seguire l'intero rettilineo che oggi è via del Corso e riunirsi, oltre l'attuale Piazza del Popolo e il piazzale Flaminio, al tratto urbano della moderna via Flaminia.